# Catedral de San Sebastián (Lipá)
La catedral de San Sebastián  o simplemente catedral de Lipa (en tagalo: Katedral ng Lipa) es una iglesia católica de estilo románico en Lipa, Batangas, Filipinas. La catedral es la sede de la archidiócesis de Lipa. Fue elegida como sede de la entonces diócesis de Lipa en 1910. Separada de la arquidiócesis de Manila y erigidas canónicamente por el Papa San Pío X, comprendía lo que hoy son las provincias de Batangas, Quezón, Aurora, Laguna, Marinduque, Mindoro Occidental, Mindoro Oriental, y parte de la zona de Camarines.

## Historia
La parroquia de San Sebastián de Lipa fue administrada por los agustinos bajo el nombre de " Convento de San Sebastián en Comintang " desde el 30 de abril de 1605 hasta finales del siglo XIX. Las primeras iglesias de Lipa se encontraba anteriormente en la costa del lago Bonbone y eran de materiales ligeros. Fueron destruidas por la erupción del volcán Taal. 
La iglesia fue reconstruida en su ubicación actual bajo la dirección del reverendo Benito Varas, párroco de la OSA, en 1865. Más tarde construyó un puente que unió a Lipa con Tanauan. El 17 de septiembre de 1902, poco después de la revolución filipina de 1898, el Papa León XIII ordenó la reorganización de la iglesia en las Filipinas con la constitución apostólica Quae Mari Sinico. Su sucesor, Pío X, por la declaración papal "Novas Erigere Ecclesias", erigió cinco nuevas jurisdicciones eclesiásticas en las Filipinas:. Las diócesis de Lipa, Calbayog, Tuguegarao y Zamboanga, y la Prelatura de Puerto Princesa. 
En 1944, durante la Segunda Guerra Mundial la catedral sufrió graves daños. Más tarde fue reconstruida por Mons. Alejandro Olalla y P. Vergara, con la adición de dos naves laterales, que fueron terminadas el 14 de diciembre de 1957. 

## Arquitectura

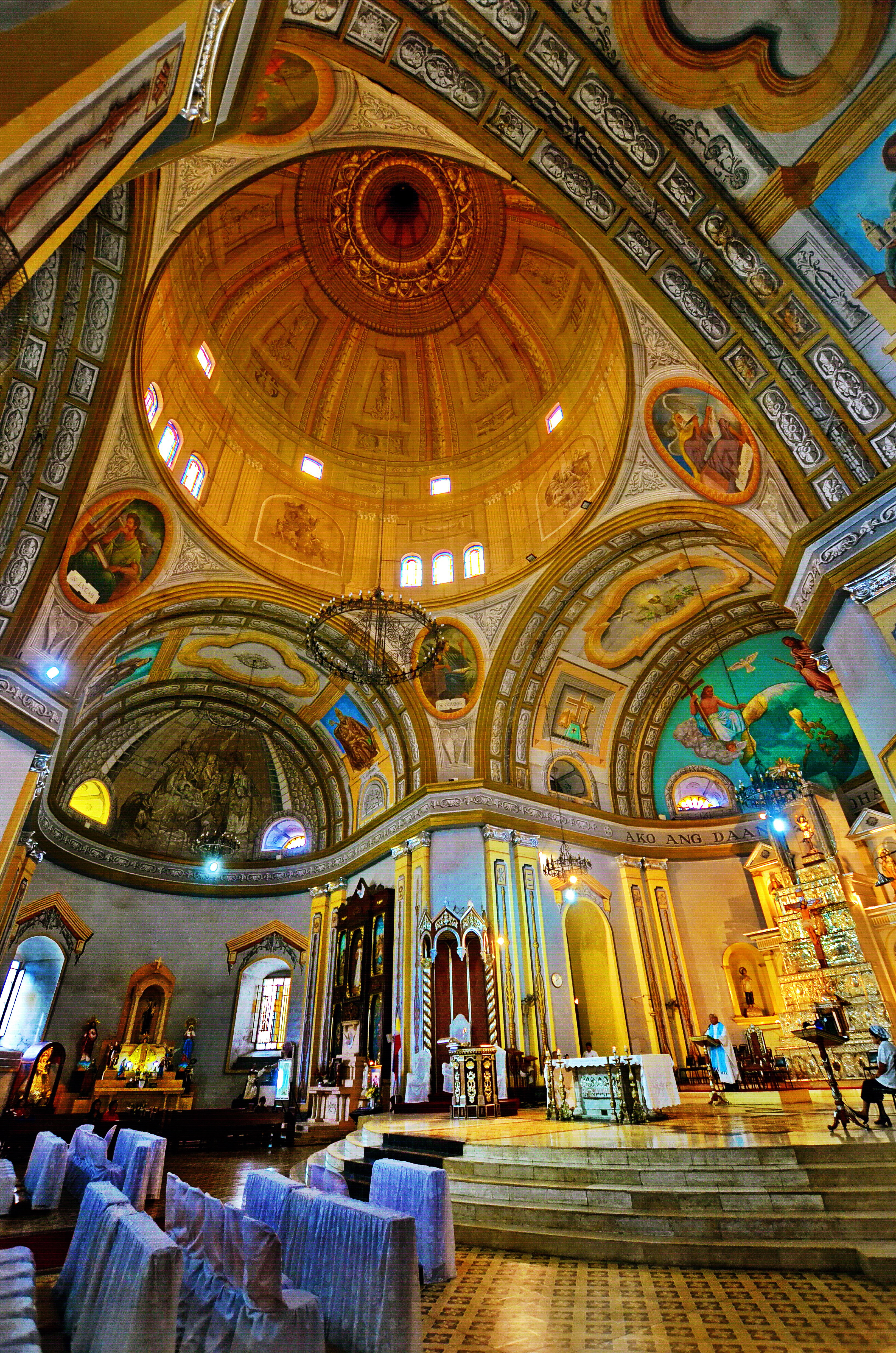
Vista interna

Construida según la tradición románica, el diseño de la catedral utilizó columnas y arcos en una secuencia ascendente y descendente, creando un juego de luces y sombras. La parte superior hemisférica de la iglesia y el campanario presenta una compleja franja decorativa y vidrieras arqueadas. La nave de la iglesia tiene bóveda de cañón y ahora está decorada con lámparas de araña modernas. Su techo está cubierto de pinturas religiosas. 